# Fănică Luca

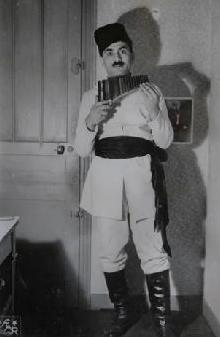
Fănică Luca

Fănică Luca, pseudoniem van Stefan Luca Iordache (Boekarest, 5 april 1894 – aldaar, 26 oktober 1968) was een Roemeens musicus. Fănică Luca was een panfluitvirtuoos, die als eerste dit instrument populair heeft gemaakt buiten de grenzen van zijn eigen land.

## Biografie
Luca leerde muziek maken bij zijn vader, die de "nai", de Roemeense panfluit, speelde in een orkest van "Lautari", Roemeense Romani uitvoerders van volksmuziek. Fănică Luca zou zelf ook in dit soort orkesten gaan spelen. Hij ontwikkelde daarbij een grote vaardigheid en verwierf zich de reputatie van panfluitvirtuoos.
In de 19e eeuw was de "nai" - oorspronkelijk een herdersinstrument met slechts 8 tot 10 pijpjes en een bereik van iets meer dan een octaaf - uitgebreid tot ongeveer 20 pijpjes, hetgeen veel grotere mogelijkheden gaf aan een solospeler. Het is een opmerkelijk feit dat Fănică Luca nooit heeft leren noten lezen. Hij speelde altijd op het gehoor.
In 1910 maakte de 16-jarige Fănică Luca zijn eerste internationale concerttournee, waarbij hij enkele maanden doorbracht in İzmir, Turkije.
Tussen 1920 en 1929 speelde hij regelmatig in de beste restaurants van Boekarest en verspreidde zijn roem zich over heel Roemenië.
In 1929 trad hij op in Warschau en Parijs.
Het waren zijn concerten tijdens de Wereldtentoonstelling van 1937 in Parijs die de panfluit voor het eerst populair maakten in het Westen.
In 1937 ontving Fănică Luca de "Palme d'Or" van het Franse Ministerie voor nationaal onderwijs.
In 1939 trad hij op op de Wereldtentoonstelling van New York. Daarna gaf hij concerten in Rusland, China, Polen, Tsjechoslowakije, Hongarije, Bulgarije en de Verenigde Staten.
In 1949 begon Fănică Luca onderwijs te geven in het bespelen van de panfluit. In 1951 ontving hij de onderscheiding van "Eminent Kunstenaar" Van de Roemeense Republiek, de hoogste onderscheiding die een musicus kon krijgen.
Fănică Luca was als docent aan het conservatorium van Boekarest de leraar van een hele generatie van beroemde Roemeense panfluitspelers, zoals Damian Luca, Damian Carlanaru, Constantin Dobre, Radu Constantin, Radu Simion (zijn schoonzoon), Nicolae Pirvu en Gheorghe Zamfir.

## Na zijn dood
De meeste van zijn beste leerlingen raakten verspreid over West-Europa en Amerika, omdat zij op de vlucht gingen voor het dictatoriale regime van Nicolae Ceaușescu. Met enig cynisme kan men zeggen dat deze dictator daardoor zijn bijdrage heeft geleverd aan de toegenomen populariteit van de panfluit in de rest van de wereld.
- Bibliothèque nationale de France: cb138029289 (data)
- Gemeinsame Normdatei: 134954017
- International Standard Name Identifier: 0000 0003 7283 4007
- MusicBrainz: 1bc64c1d-0a1b-448f-bcba-55d14b2e90b3
- Virtual International Authority File: 312560220
- WorldCat: E39PBJhMhCMJdkhvXWC7BrX68C